# Open House
Open House (bra: Cativeiro) é um filme de suspense dirigido por Andrew Paquin. Foi exibido no Festival de Cinema de Tribeca 2010. Foi lançado em DVD em agosto de 2010 nos Estados Unidos pela Lionsgate.

## Sinopse
Após ter a casa invadida por uma dupla de assassinos, uma mulher é mantida presa no porão da residência.

## Elenco
- Brian Geraghty ... David
- Rachel Blanchard ... Alice
- Anna Paquin ... Jennie
- Stephen Moyer ... Josh
- Tricia Helfer ... Lila
- Gabriel Olds ... Carl
- Jessica Collins ... Lauren
- Larry Sullivan ... Oscar
- Ryan March ... Hayden
- Kris Wheeler ... Brian
- Mia Riverton ... Meredith
- Naja Hill ... Bethany
- Gerald Downey ... Seth
- Eddie Martinez ... Jose
- Magda Rivera ... Maria

## Recepção
Em sua crítica para o FEARnet, Scott Weinberg avaliou com 3/5 da nota dizendo que "há algo sobre uma presença feia em um belo cenário que é meio... interessante."